# Reportaj de la Steagul Roșu
Reportaj de la Steagul Roșu este un film românesc din 1956 regizat de Alexandru Sîrbu.